# Jean-François Clavière
Jean-François Clavière est un homme politique français né le 10 mai 1754 à Pierrefort (Cantal) et mort le 24 février 1835 à Nozerolles (Cantal).

## Biographie
Médecin, il devient membre du directoire du département du Cantal en 1790, puis accusateur public près le tribunal criminel. Il est élu député du Cantal au Conseil des Cinq-Cents le 24 germinal an VII, siégeant avec les modérés. Favorable au coup d'État du 18 Brumaire, il siège au corps législatif jusqu'en 1803, puis devient greffier du tribunal de Saint-Flour jusqu'en 1813.

## Sources
- « Jean-François Clavière », dans Adolphe Robert et Gaston Cougny, Dictionnaire des parlementaires français, Edgar Bourloton, 1889-1891 [détail de l’édition]